# Балбес, Баламут и Ботаник
Балбес, Баламут и Ботаник (босн. Lud, zbunjen, normalan: Луд, збуњен, нормалан, букв. Дурной, нервный, нормальный или Псих, дёрганный и нормальный) — боснийский комедийный телесериал. Первоначально сериал транслировался на боснийском телеканале FTV, впоследствии, из-за качественного юмора, сериал полюбился жителям всей остальной бывшей Югославии.

## Сюжет
Сериал повествует о взаимоотношениях представителей трёх (впоследствии — четырёх) поколений одной сараевской семьи — Фазлиновичей. Все они живут в одной квартире.

## Персонажи

### Фазлиновичи
- Изет Фазлинович (Мустафа Надаревич) — «Балбес», самый старший член семьи, жовиальный вдовец-пенсионер возрастом около семидесяти лет. Рано осиротел, ностальгирует по временам социализма и является убеждённым титоистом, что не мешает ему быть приземистым и зарабатывать деньги мошенничеством, а не честным трудом. Вспыльчив, склонен к угрозам и сильно сексуально активен.
- Фарук Фазлинович (Сенад Башич) — «Баламут», сын Изета и отец Дамира, музыкальный продюсер и владелец собственной студии, обожает рок и мнит себя несостоявшейся звездой шоу-бизнеса, попутно пытаясь утихомирить своего буйного отца. Сильно урабатывается, и поэтому спит мало. Фарук олицетворяет собой поколение Югославии 1970-х-1980-х, вращавшейся вокруг расцветавшей рок-сцены (в том числе сараевской), после распада практически исчезнувшей под давлением турбо-фолка и позднее хип-хопа. Работал с многими пост-югославскими певцами и музыкантами, например, с Давором «Сейо Сексоном» Сучичем — членом группы «Забрањено пушење» (где с 1986 года бас-гитаристом является Эмир Кустурица) и черногорским джазменом Рамбо Амадеусом. После того, как исполнявший роль Сенад Башич покинул проект в 2018 году, с 264 серии Фарук не появляется.
- Дамир Фазлинович (Моамер Касумович) — «Ботаник», сын Фарука и внук Изета 1985 года рождения, появившийся на свет «по залёту» во время открытия кафе «Сан-Ремо». Был женат на Барбаре Фазлинович (Мария Омалев-Грбич, Джана Пиньо), к моменту событий сериала разведён. Единственный здравомыслящий человек в семье, обучается в медицинском училище Сараевского университета.
  - Барбара Фазлинович — бывшая жена Дамира, самонадеянная и высокомерная актриса, ставящая свою карьеру (при её отсутствии) на первое место.
- Джемо-Бранко Фазлинович — правнук Изета, сын Дамира и Барбары, первоклассник-вундеркинд (хотя первоначально не хотел идти в школу, для чего ему пришлось туда пойти со своим прадедушкой), появился в
- Елена Янкович (Катарина Маркович) — дочь Изета и сводная сестра Фарука, приехавшая в Сараево на его поиски вскоре после смерти матери. Также, как и отец, сексуально активна.
- Самир Фазлинович (Эмир Хаджихафизбегович) — сын покойного старшего брата Изета и его (Изета) племянник. Мошенник-делец, всегда обманывающий всех, с кем он имеет дело, в том числе и со своими родственниками.

### Другие персонажи
- Шефика Рондич (Ясна Жалица) — домработница Фазлиновичей. Её работа сильно осложнена постоянными домогательствами Изета и попытками снижения зарплаты, из-за этого, по окончании первого сезона она уходит, но возвращается в 11-м.
- Рабия «Рабка» Рубич — домработница Фазлиновичей во втором и третьем сезонах, милая и трудолюбивая девушка, которая готова работать хоть за 300 марок. Хорошо готовит. Уходит из семьи Фазлиновичей в 95 эпизоде.
- Зумрета «Зумра» Бубич (Минка Муфтич) — сестра Рабии и домработница Фазлиновичей в четвёртом сезоне, очень ограниченна в познании и говорит с лютым сельским говором. Была уволена после чистки картофеля с помощью использованной бритвой.
- Санела Хаджимуфтезович (Эльвира Альюкич) — домбработница Фазлиновичей с пятого сезона, считается красивой и сексуальной, и семья всегда пытается взглянуть на ее попу и грудь. Брат, Пайзер — член мафии.
- Драган (впоследствии — Зоран) «Чомбе» Чмар (Мирай Грбич) — очень глупый, но добросердечный музыкант, несмотря на то, что он плохо играет. У него много идей, но они никогда не реализуются по плану.
- Ментор Косова (Илир Тафа) — сооснователь студии Фарука, выходец из Косова и албанец по национальности. Ярый патриот своей малой родины, в одной из серий очень разозлился, когда Фарук назвал шницель, привезённый Ментором Карагеоргиевым, а салат — шопским. Позднее, в этом же эпизоде он хотел сфотографироваться с Биллом Клинтоном, так как он проводил бомбардировки Югославии во время войны в Косово в 1999 году.
- Дино Муйкич (Милан Паволвич) — звукооператор студии Фарука, глуповатый толстяк-неумёха. В последний раз появляется в 63 серии в связи с тем, что актёр, исполнявший роль, покинул проект. В первом эпизоде 3 сезона объедается насмерть, в этом же эпизоде проводятся его похороны, на которые из Загреба приезжает его брат Реуфик (Горан Навоец), заменивший Дино на студии Фарука.
- Ивана (Гордана Бобан) — секретарша студии Фарука. В последний раз появляется в 55 серии, впоследствии, из-за ухода актрисы из проекта, упоминается, что Ивана эмигрировала в Германию.
- Сельма (Зана Марьянович) — новая секретарша студии Фарука, бывшая официантка кафе «Сан-Ремо».
- Джуро (Боро Степанович) — давний друг и собутыльник Изета, врач-гинеколог из Белграда.
- Доктор Джиджмилович (Ваня Драх) — психиатр, другой друг Изета. Джиджмилович — частый гость в семье Фазлиновичей, так как ему постоянно приходится решать душевные проблемы, носящие личный характер. Зачастую Джиджимилович ставит правильный диагноз, которые Фазлиновичи определили неверно, а также заканчивает свой приём советом вылечить болезнь, якобы диагностированную у одних из Фазлиновичей, но на самом деле отсутствующих, например импотенцию Дамира или бешенство Изета. В последний раз появился в 72 эпизоде, так как исполнявший его роль актёр умер.
- Энес «Дугонья» (Дылда) Хамджиетхемчумурович (Жан Марольт) — сосед Фазлиновичей, коррумпированный мелкий политикан, являющийся членом некой политической партии, со счетов которых он постоянно «отмывает» деньги на личные нужды. Партия «помогла» Энесу получить юридическое образование в 2007 году, хотя он редко находит время для юридической практики. Имел отношения с Шефкой и Рабией, во втором сезоне с его помощью Изет смог вступить в его партию, чтобы заманить пожилых избирателей, однако из-за скандала со сексуальными домогательствами Изета данная идея провалилась. В последний раз появился в 71 эпизоде, так как исполнявший его роль актёр умер.

## Производство, список сезонов
Первые пять пилотных эпизодов, являвшихся экранизациями рассказов Феджи Исовича были созданы для FTV (Federalna Televizija) — телеканала боснийско-хорватской федерации БиГ, впоследствии к процессу производства присоединился хорватский канал Nova TV. Заметную роль в производстве сыграл Ясмин Дуракович, тогдашний гендир FTV, который принял решения о начале съёмок.
На данный момент сериал насчитывает 12 сезонов. Первый сезон насчитывает 40 эпизодов, второй — 32 эпизода, а в третьий и четвертый сезонах — по 24 эпизода. В пятом сезоне, вышедшем в эфир в 2012 году, было 16 эпизодов, а в шестом сезоне — 9 эпизодов. 7 апреля 2013 г. FTV объявил, что сериал будет закрыт из-за проблем с финансированием. Шестой сезон заканчивался серией, где самолёт, на котором Фарук, Изет и Дамир летели в Стокгольм разбился в результате авиакатастрофы, впоследствии выясняется, что трое пассажиров, купившие билеты на рейс, пропустили его, предполагалось, что это как раз и были Изет, Фарук и Дамир. Седьмой сезон вышел 3 ноября 2014 года уже на Nova TV, но 4 апреля 2015 года вещатель вновь сменился — им стал боснийский частный телеканал Face TV.
В апреле этого года Феджа Исович анонсировал продление сериала после 300 эпизодов, и что запланировано, по крайней мере, 3 новых сезона.